# Moonlight et Valentino
Pour plus de détails, voir Fiche technique et Distribution.
Moonlight et Valentino (Moonlight and Valentino) est un film américain réalisé par David Anspaugh, sorti en 1995.

## Fiche technique
- Titre original : Moonlight and Valentino
- Titre français : Moonlight et Valentino
- Réalisation : David Anspaugh
- Scénario : Ellen Simon d'après sa pièce
- Photographie : Julio Macat
- Musique : Howard Shore
- Pays de production : États-Unis
- Genre : comédie dramatique
- Date de sortie : 
  - États-Unis : 29 septembre 1995
  - France : 31 juillet 1996

## Distribution
- Elizabeth Perkins (VF : Martine Irzenski) : Rebecca Trager Lott
- Whoopi Goldberg (VF : Maïk Darah) : Sylvie Morrow
- Shadia Simmons : Jenny Morrow
- Erica Luttrell : Drew Morrow
- Matthew Koller : Alex Morrow
- Gwyneth Paltrow (VF : Anneliese Fromont) : Lucy Trager
- Kathleen Turner : Alberta Trager
- Josef Sommer : Thomas Trager
- Jon Bon Jovi : le peintre
- Jeremy Sisto : Steven
- Judah Katz : Marc
- Julian Richings : Coiffeur

 Source et légende : version française (VF) sur RS Doublage